# Adicella capitata
Adicella capitata is een schietmot uit de familie Leptoceridae. De soort komt voor in het Oriëntaals gebied.